# Guanqiao (socken i Kina, Ningxia)
Guanqiao (kinesiska: 关桥乡, 关桥) är en socken i Kina. Den ligger i den autonoma regionen Ningxia, i den nordvästra delen av landet, omkring 190 kilometer söder om regionhuvudstaden Yinchuan. Antalet invånare är 24 997. Befolkningen består av 12 304 kvinnor och 12 693 män. Barn under 15 år utgör 27,0 %, vuxna 15-64 år 65 %, och äldre över 65 år 6,0 %.
Genomsnittlig årsnederbörd är 491 millimeter. Den regnigaste månaden är september, med i genomsnitt 100 mm nederbörd, och den torraste är december, med 1 mm nederbörd.